# Anselm Prester

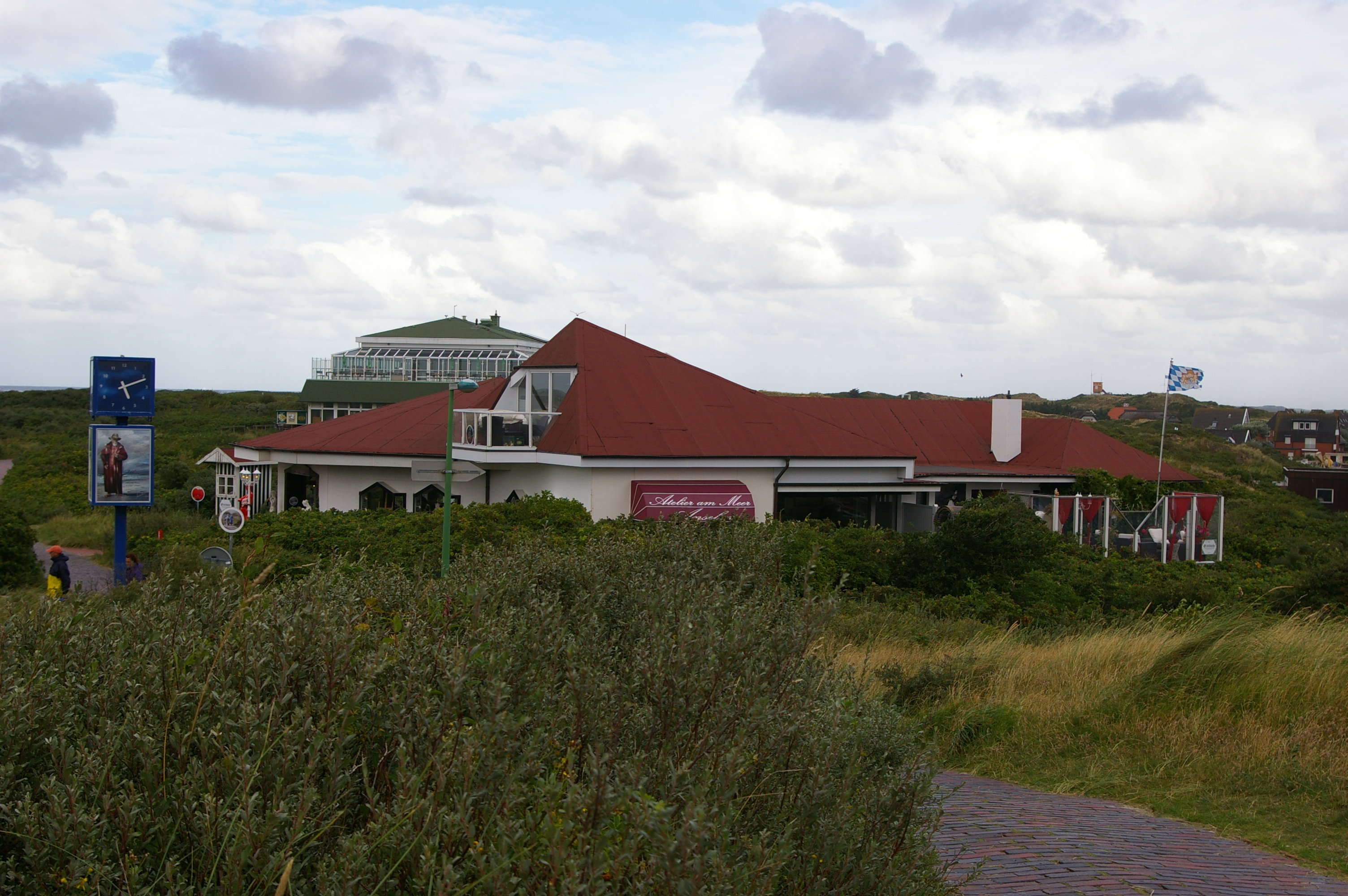
Atelier van Anselm Prester op Langeoog

Anselm Prester (kunstenaarsnaam: Anselm; Tegernsee, 17 juli 1943) is een Duits kunstschilder.

## Biografie
In 1950 nam Anselm Prester tekenlessen in het atelier van zijn gelijknamige vader. Toen zijn vader in 1959 stierf, nam Anselm Prester het atelier over en verkocht zijn eerste werken. In 1965 verhuisde hij naar Langeoog, waar hij op 29 juni trouwde. In 1966 werd zijn zoon geboren en in 1967 zijn dochter. Anselm kreeg in het jaar 1981 een eigen atelier. In 1986 werkte hij in de zesdelige televisieserie Die Insel mee; de Bavaria Film kocht 20 originelen. Politicus Richard von Weizsäcker kocht in 1991 een olieverfschilderij van Prester. Tevens is Anselm Prester algemeen directeur van "Golfclub Insel Langeoog e.V." Sinds 1978 biedt hij in zijn atelier "Le Paradies" een zomeracademie aan: cursus schilderen met pastel of olieverf voor volwassenen en kinderen.

## Publicaties

### Boeken en dvd's
- Inseln unter Wolken (1982)
- Kinder-Malbuch '97 (1997)
- Zeichnen mit Anselm (1999)
- Das Inseljahr (2000)
- Pastellmalen mit Anselm (2002)
- 1e leerfilm (2005)
- 2e leerfilm (2006)
- Kalender op cd-formaat (2006)
- Alle leerfilms op dvd-formaat (2007)
- Kalender met clownmotieven (2007)
- Kalender "Langeooger Motive" (2008)